# Staringgroeve
De Staringgroeve is een kleine groeve in de plaats Losser in de Nederlandse provincie Overijssel. In de groeve is zandsteen ontsloten uit het Hauterivien (Onder-Krijt). De zandsteen is erg rijk aan fossielen. De groeve werd vernoemd naar de Nederlandse geoloog Winand Staring.

## Geschiedenis
In de 19e eeuw heeft Winand Staring tijdens zijn onderzoek naar de geologie van Twente ook enkele proefboringen verricht in de kalksteen van Losser. De toenmalige burgemeester van Losser zag mogelijkheden om deze als kalkrijke meststof te gebruiken. De eerste proefboring mislukte, maar bij de tweede boring werd zandsteen op een diepte van 10 meter aangetroffen. Omdat de winning van de zandsteen niet rendabel werd bevonden is het bij deze proefboring gebleven. 

Toen de gemeente Losser in 1965 een woonwijk plande in de omgeving van de huidige Staringgroeve, werd op initiatief van de amateur-geoloog W.F. Anderson de zandsteen weer ontsloten. Met een aantal andere amateur-geologen werd deze op 4 meter diepte aangetroffen. De gemeente heeft rondom de groeve een plantsoen aangelegd en een borstbeeld van Staring geplaatst.

## Geologie
In het Onder-Krijt lag het huidige Losser in het Nedersaksisch Bekken. In een marien milieu zijn daar sedimenten afgezet die bekend staan Bentheimer, Gildehauser en Losser zandsteen. Door diverse kleine breuken in het gebied, die tot in het Pleistoceen actief waren, zijn er op korte afstand sterke verschillen in de gelaagdheid van de ondergrond. De Losserse zandsteen lijkt sterk op de Gildehauser zandsteen, maar bevat veel minder sponsnaalden heeft ook een andere minerale samenstelling. 

## Het Staringmonument

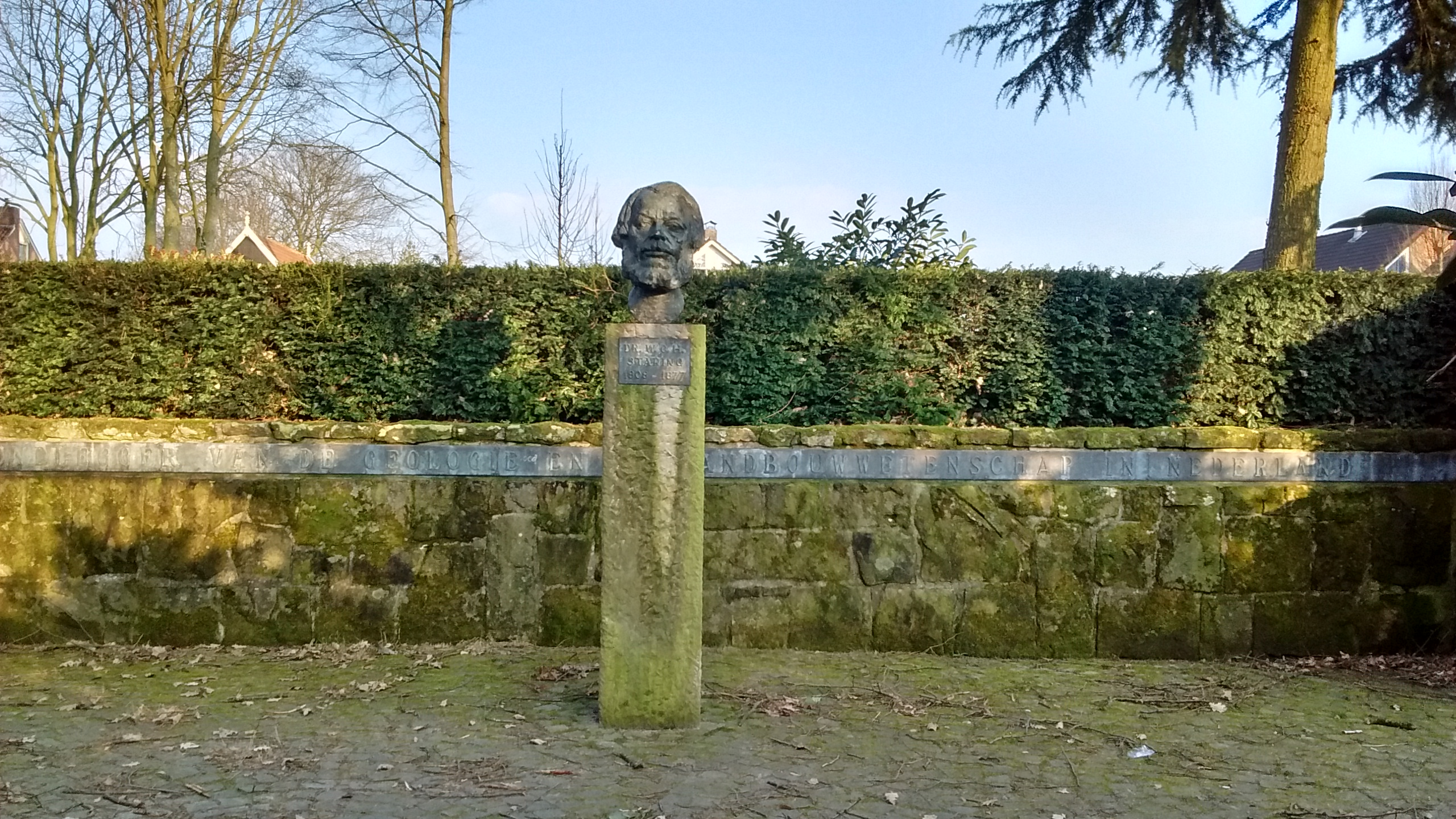
Het Staringmonument

Bij de Staringgroeve staat het Staringmonument. Dit bestaat uit een buste van Winand Staring met op de halfronde muur erachter de tekst: grondlegger van de geologie en landbouwwetenschap in Nederland. Het beeld staat op een verlaagd plateau voor de ingang van de Staringgroeve. De kop is gesigneerd Marie Eitink.  

## Fossielen
In de groeve zijn resten gevonden van diverse soorten tweekleppigen, zee-egels, haaien, zeelelies, kreeften en ammonieten. Ook is er fossiel coniferenhout gevonden met daarop boormosselen. Dit geeft aan dat de kust in deze tijd niet ver weg was. 

## Heden
Heden wordt de groeve beheerd door de Stichting Staringmonument Losser. Naast de groeve is er sinds 2022 een museum Geologie Museum Losser met de vondsten uit de groeve, die grotendeels door W.F. Anderson zijn gevonden. Op afspraak kan er nog kleinschalig gezocht worden.